# Pachynoa spilosomoides
Pachynoa spilosomoides là một loài bướm đêm trong họ Crambidae.